# Hunajn ibn Iszhák al-Ibádi

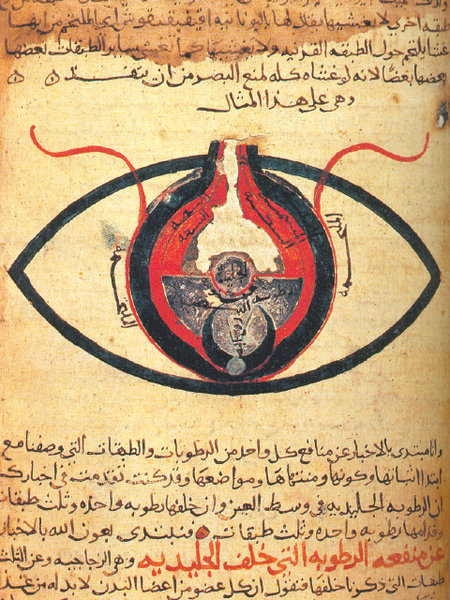
Az emberi szem Hunajn ibn Iszhák szerint (a kézirat 1200 körül készült)

Abu Zajd Hunajn ibn Iszhák al-Ibádi (arab betűkkel أبو زيد حنين بن إسحاق العبادي, tudományos átiratban Abū Zayd Ḥunayn ibn Isḥāq al-ʿIbādī), hagyományos latin nevén Johannitius (al-Híra, 808 – Szamarra, 873) nesztoriánus keresztény vallású arab orvos, orvostudományi író és fordító, a 9. századi fordítómozgalom meghatározó alakja volt. Nagy szerepe volt az ókori görög–római orvostudomány meghonosításában és elterjesztésében az iszlám világban.

## Élete
A mezopotámiai al-Hírában született, arab származású, nesztoriánus keresztény családban. Feltehetően kétnyelvű közegben nőtt fel: a mindennapokban arabul beszéltek, de a vallás és oktatás nyelve a szír volt. Arabtudását később Baszra nyelvészeinél csiszolta. Gyógyszerész apja nyomdokain haladva maga is orvostudományt kezdett tanulni a fővárosban, Bagdadban a gondisápuri iskolát képviselő Júhanna ibn Mászavajh mellett, eközben egy két évig tartó nyugati utazás keretében (amelynek pontos céljaként a források vagy Alexandriát, vagy Bizáncot jelölik meg) kiválóan megtanult görögül. Szír és görög nyelvtudása birtokában korának legjelentősebb fordítójává vált, bár sajátos módon nem kötődött az al-Mamún kalifa által kifejezetten e célból alapított Bölcsesség Házához. Az eredeti forrásokat keresve sokat utazott Mezopotámia, Szíria és Egyiptom területén.
Az orvosként is ténykedő Hunajn ibn Iszhák érdemeinek elismeréseképpen a Szamarrában székelő al-Mutavakkil kalifa (847–861) udvari orvosává nevezte ki. Egy udvari intrika következtében – kihasználva, hogy saját vallásában elítélte a képek tiszteletét – egy alkalommal megkorbácsolták, fél évre börtönbe zárták és elkobozták a könyvtárát. Végül visszakerült hivatalába, amit 873-ban bekövetkezett haláláig megőrzött. Két fiút hagyott maga után, Dávúdot és Iszhákot, akik szintén orvosi pályára léptek, utóbbi pedig fordítóként is apja nyomdokaiba lépett. (Egyik unokaöccse, Hubajs ibn al-Haszan al-Aaszam is híres fordítóvá vált a későbbiekben.)

## Munkássága
Ma Hunajn ibn Iszhákot elsősorban fordítóként tartják számon. Munkamódszere rendkívül pontos volt: igyekezett egy adott szöveg minél több fellelhető változatát összeszedni, hogy minél hitelesebb verziót közölhessen. Gyakorta kritizálta a többi fordítót, és tudható, hogy sok, szírből lefordított művet javított a görög eredetijeik alapján. Mindenekelőtt görög nyelvű orvostudományi munkák arabra (és szírre) fordításában jeleskedett: egy fennmaradt episztolája szerint Galénosz 100 írását ültette át arabra, emellett Hippokratész munkáival is foglalkozott. Orvosi művek mellett az Ószövetséget is lefordította a görög nyelvű Septuaginta alapján.
Ibn Iszhák kevésbé ismert saját írásai szintén nagyrészt orvosi tárgyban íródtak; sokuk a fordítások kérdés-felelet formájú kivonata. Közülük a legjelentősebb „Az orvostudomány kérdései” (al-Maszáil fi t-tibb) címet viselő, később héberre és latinra is lefordított munka, amely számos kéziratban maradt fenn. Több könyvet szentelt a szem betegségeinek és gyógyításának („Tíz értekezés a szemről”; „A szem kérdései”). Emellett arisztotelészi alapokon írt a fény fizikájáról („A fényről és igazságáról”), összeállított egy ókori filozófusokhoz kapcsolódó írásgyűjteményt („A filozófusok ritkaságai”) és ismert egy apologetikus műve is („A vallás igazságai megértésének mikéntjéről”), de a kor más polihisztoraihoz hasonlóan a földrajztudomány, a zoológia és a nyelvészet területén is születtek írásai.